# Nexuiz
Nexuiz — тривимірна відеогра жанру шутера від першої особи, створена компанією Alientrap. Гра є безкоштовною і розповсюджується на умовах вільної ліцензії GNU GPL. Версія 1.0 була випущена 31 травня 2005 року. У цей час актуальна версія 2.5, що з'явилася в мережі 3 квітня 2009 року.
Логотип гри заснований на китайському ієрогліфі 力, що означає «сила».
Nexuiz орієнтована на повернення в минуле жанру шутера від першої особи, пропонуючи гравцю короткі бої, маленькі локації та скромний набір зброї. У цій версії гри присутній набір з 9 видів зброї, 24 офіційних мапи, 15 моделей гравців з 2 скінами для кожного. На офіційному сайті також доступні для завантаження додаткові мапи. Використовується ігровий рушій DarkPlaces — перероблена версія рушія Quake.

## Ігровий процес
Будучи переважно багатокористувацькою грою, Nexuiz містить безліч режимів гри та великий набір мап для багатокористувацьких боїв. Є підтримка мутаторів — невеликих користувальницьких модів, які можуть змінювати деякі ігрові правила (наприклад, гравітацію). Крім того, рушій Nexuiz (DarkPlaces) підтримує більшість, якщо не всі, модифікації Quake (з різною функціональністю).
Подібно до серії ігор Unreal Tournament, в Nexuiz є режим одиночної гри, що дає гравцеві можливість відпрацювати свої навички в боях з ботами в різних ігрових режимах на великому наборі карт, які відкриваються в міру проходження.
Розробники гри спробували створити якісну графіку з такими ефектами як HDR та bloom, coronas, динамічне освітлення й тіні для об'єктів й світу, рельєфне текстурування, а також шейдерні ефекти (з підтримкою OpenGL 2.0). Параметри графіки гнучко налаштовуються, для запуску на старому обладнанні ефекти можуть бути відключені.

## Історія
Розробка Nexuiz почалася влітку 2001 як модифікація для гри Quake 1. Ініціатором розробки став Лі Вермулен (англ. Lee Vermeulen). Незабаром після початку проекту було прийнято рішення перейти на рушій DarkPlaces, створений Форестом «Lordhavoc» Хейла (англ. Forest «Lordhavoc» Hale) (який, незабаром, приєднався до проекту). Цей рушій заснований на коді рушія Quake, що, очевидно дало розробникам переваги при перенесенні напрацювань на нього. Спочатку планувалося створити простий шутер з онлайн-боями в режимі deathmatch, парою рівнів й однію нескладною моделлю гравця для випуску наступного літа. Але слідом за тим, як команда ставала все більшою — плани ставали все амбітнішими. І незабаром гра могла змагатися за своїм змістом з комерційними іграми.
Після 4 років розробки з нульовим бюджетом, версія Nexuiz 1.0 побачила світ 31 травня 2005 року, повністю під вільною ліцензією GNU General Public License. Оскільки такого роду результат вперше був досягнутий проектом такого типу, Nexuiz став популярним і до кінця червня було зафіксовано чверть мільйона завантажень. Розробка продовжилась відразу після першого релізу з виходом версії 1.1.
Nexuiz 1.5 вийшов 14 лютого 2006; 2.0 — 14 червня 2006; 2.1 — 9 вересня 2006; 2.4 — 29 лютого 2008. Остання, актуальна в цей час версія — 2.5 вийшла 3 квітня 2009 року.

### Форк
У березні 2010 року було анонсовано, що назва Nexuiz була ліцензована студією IllFonic, як основа для комерційного релізу. Гра буде використовувати CryEngine 3 та футуристично-вікторіанський стиль. Ця версія буде доступною на таких платформах як Xbox Live Arcade, PlayStation Network та Steam. Головна сторінка сайту nexuiz.com тепер присвячена комерційній версії проекту, але класичний Nexuiz все ще доступний. Робота спільноти Nexuiz продовжилася у проекті Xonotic.

## Співтовариство
Незважаючи на короткий вік після створення, навколо Nexuiz склалося досить чисельне онлайн-ком'юніті, націлене на допомогу новачкам.

## Особливості

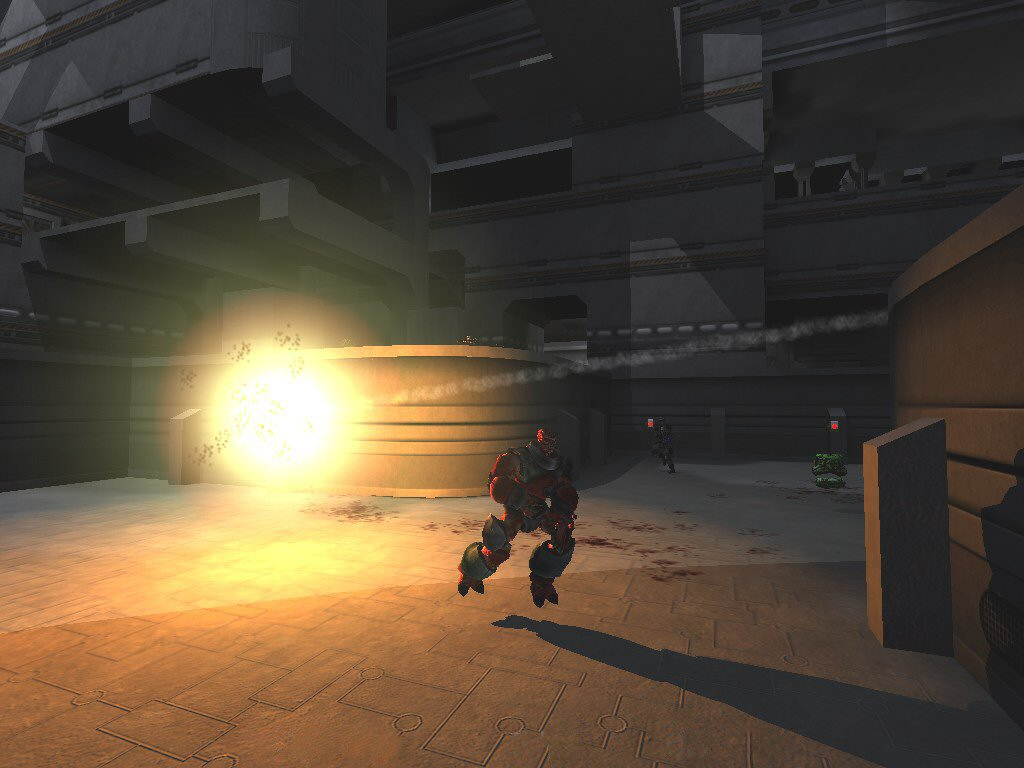
Скриншот із ранньої версії гри.

- Гра підтримує операційні системи GNU/Linux, Mac OS X і Windows
- Футуристичне оточення у стилі наукової фантастики
- Мультиплеєрний режим (з менеджером доступних серверів); підтримується до 64 гравців на одній карті
- Підтримуються боти
- Альтернативний режим вогню (пострілу)
- Виконання сценаріїв QuakeC
- Використовується той же формат карт, що й у Quake III Arena — доступна велика кількість засобів створення контенту
- Можливість використання системи динамічного освітлення, подібної до Doom 3
- Просунута система моделей, що використовує принцип скелетної анімації
- З мутатором «low-air» можливий підрив ракет rocket launcher'a за допомогою клавіші альтернативного вогню

## Скриншоти

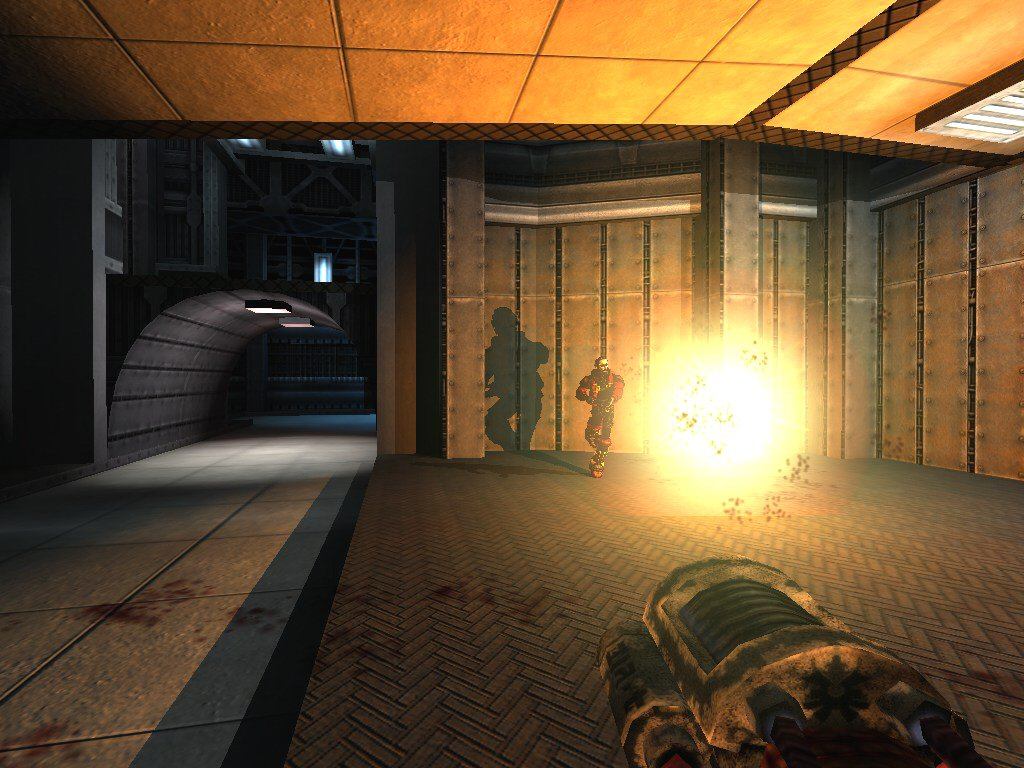
Нові ефекти вибухів
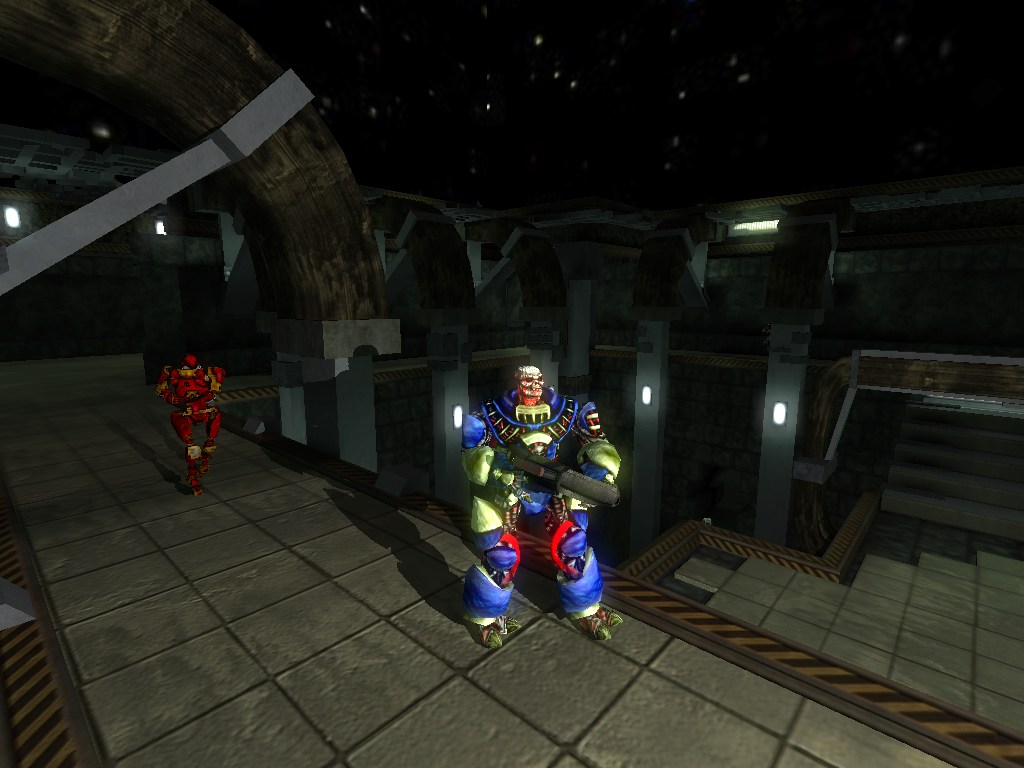
Тіні в реальному часі
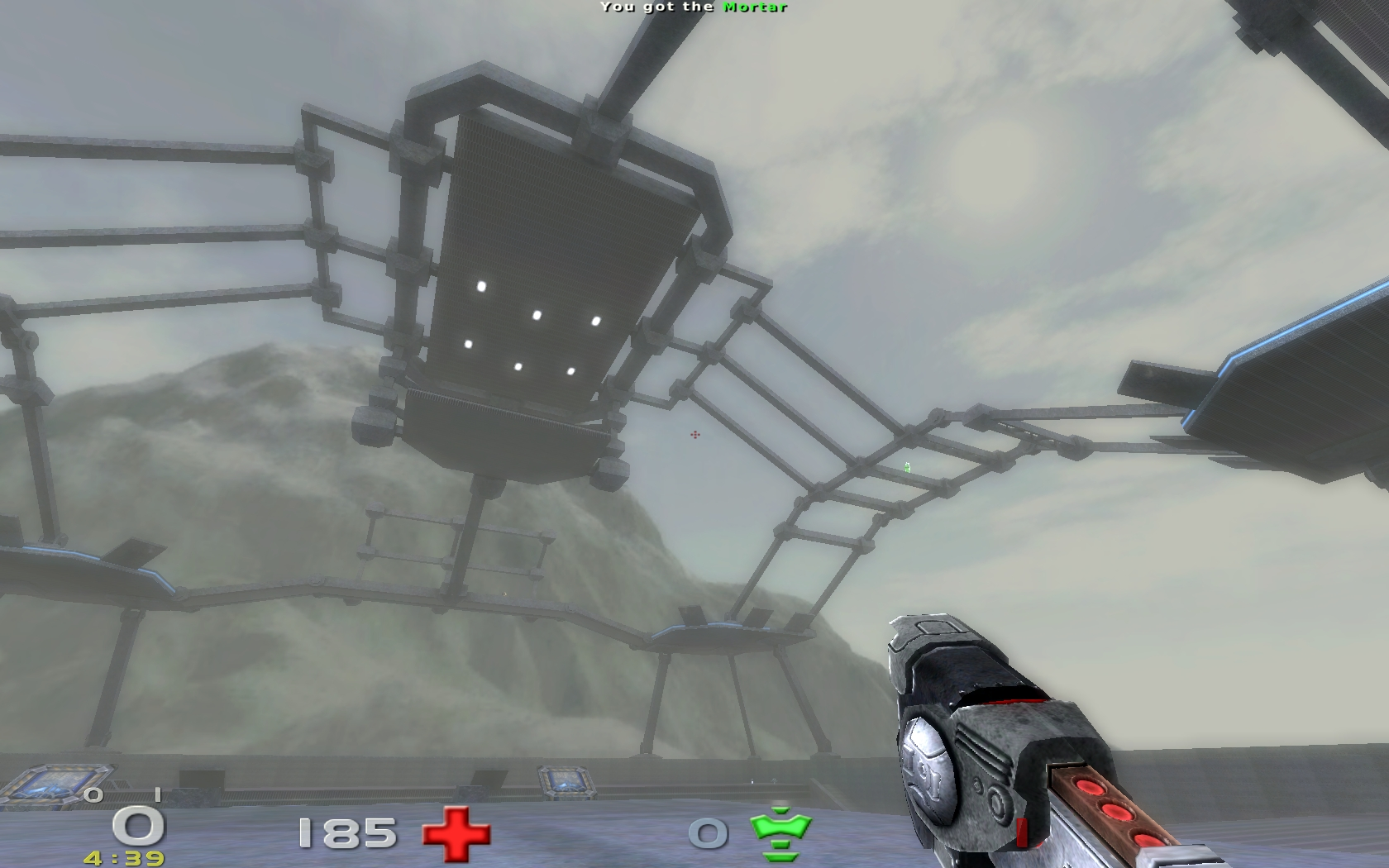
Демонстрація High Dynamic Range Rendering
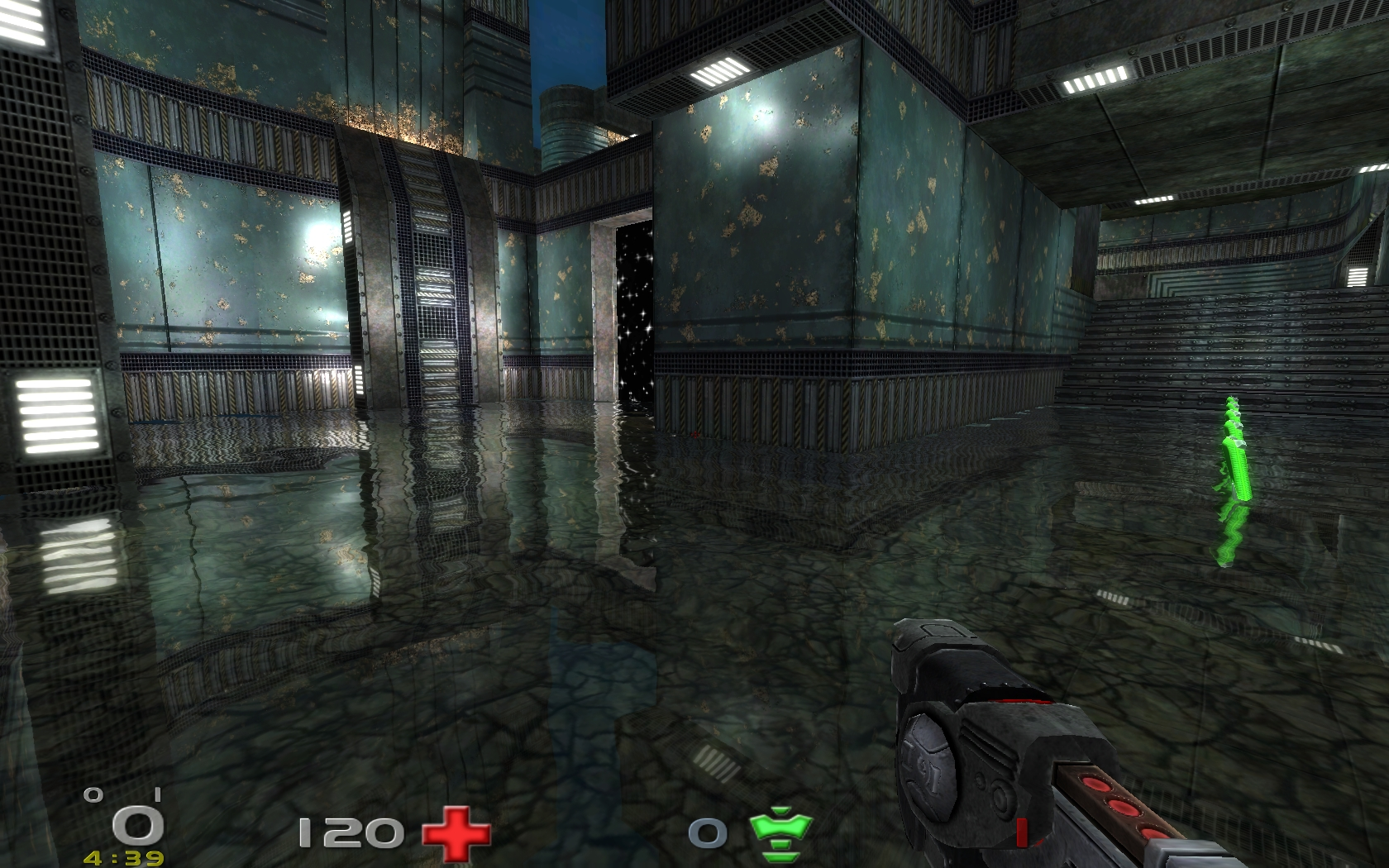
Демонстрація водних поверхонь
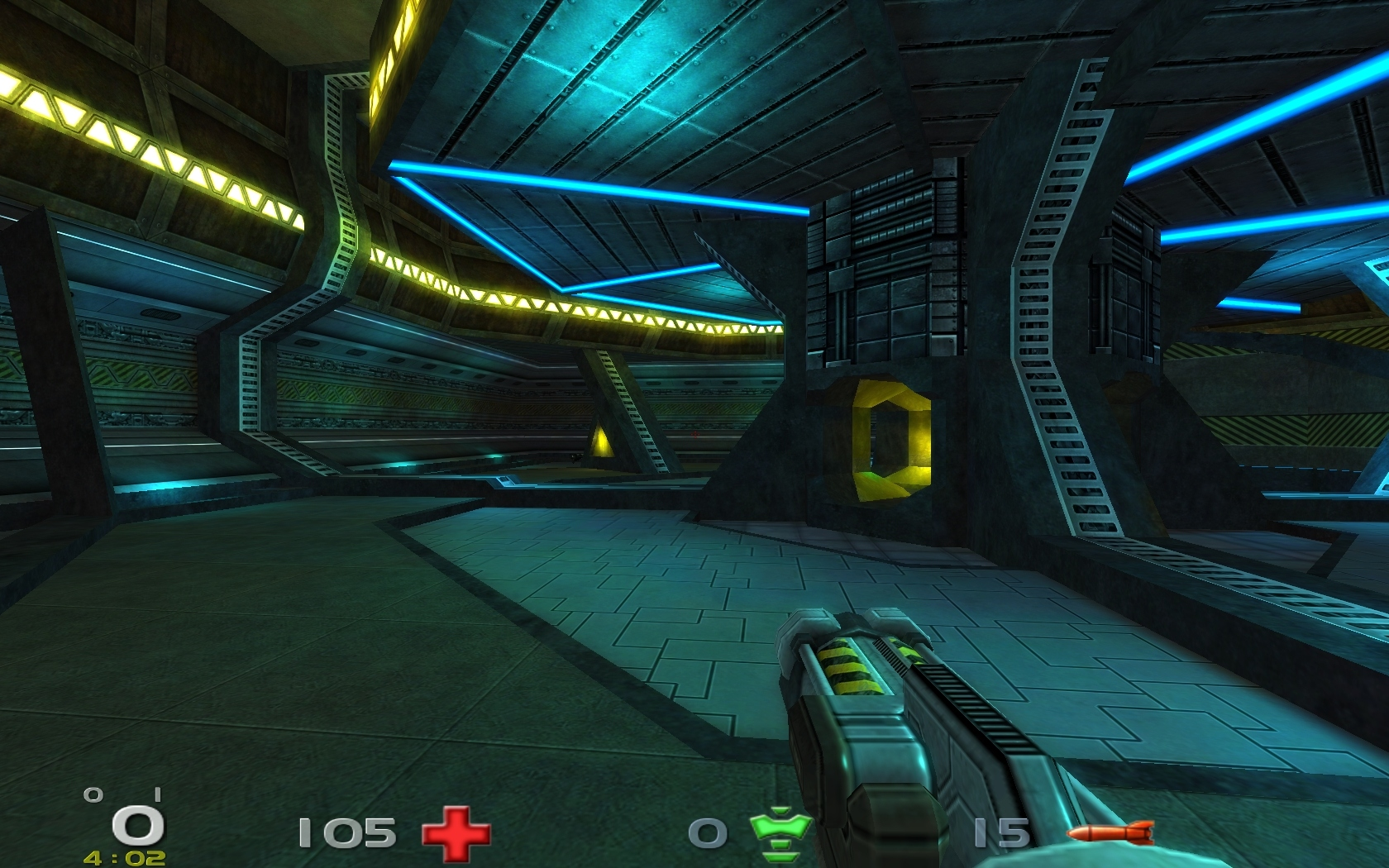
Гравець тримає ракетну гармату
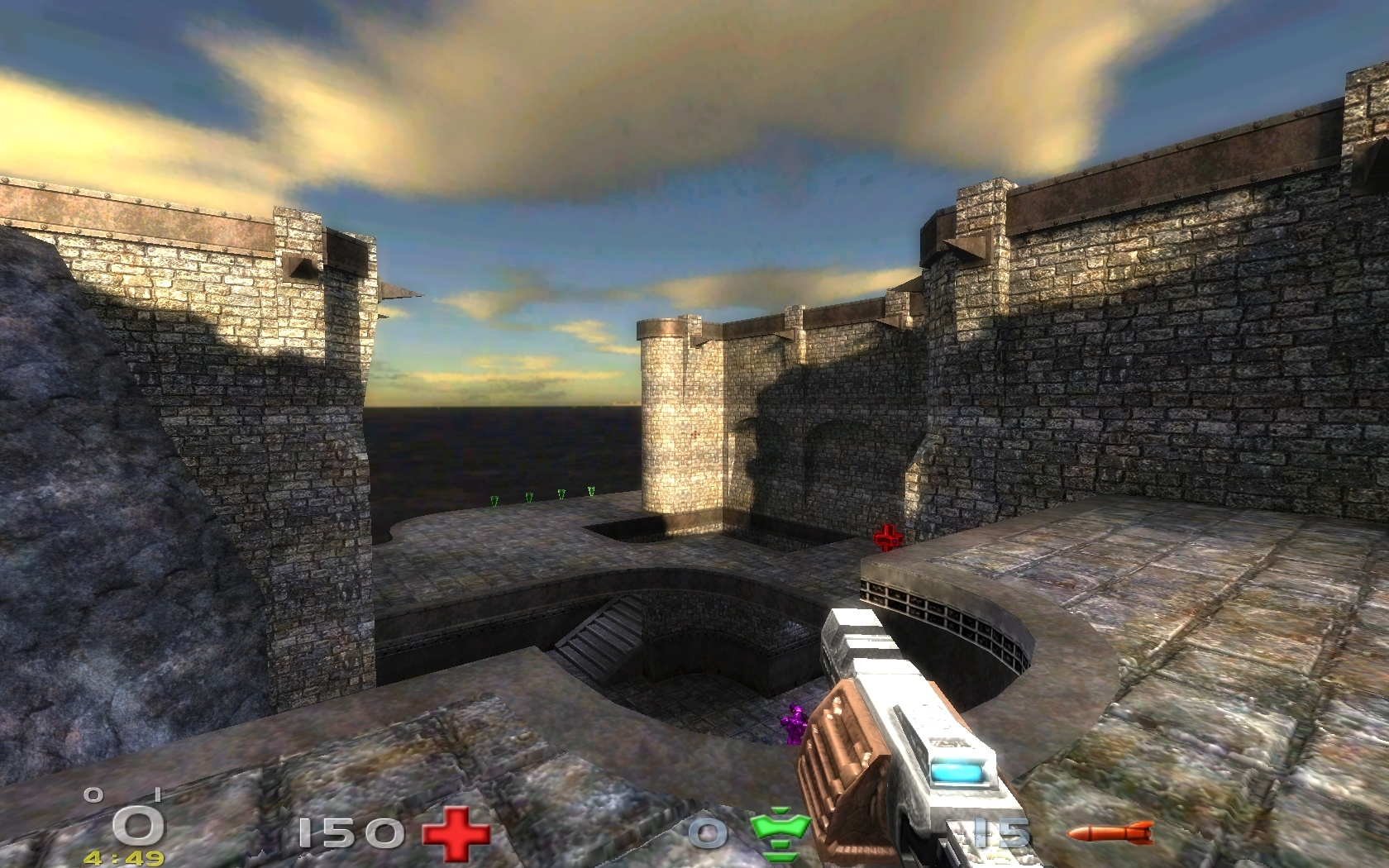
Освітлення на мапі просто неба.
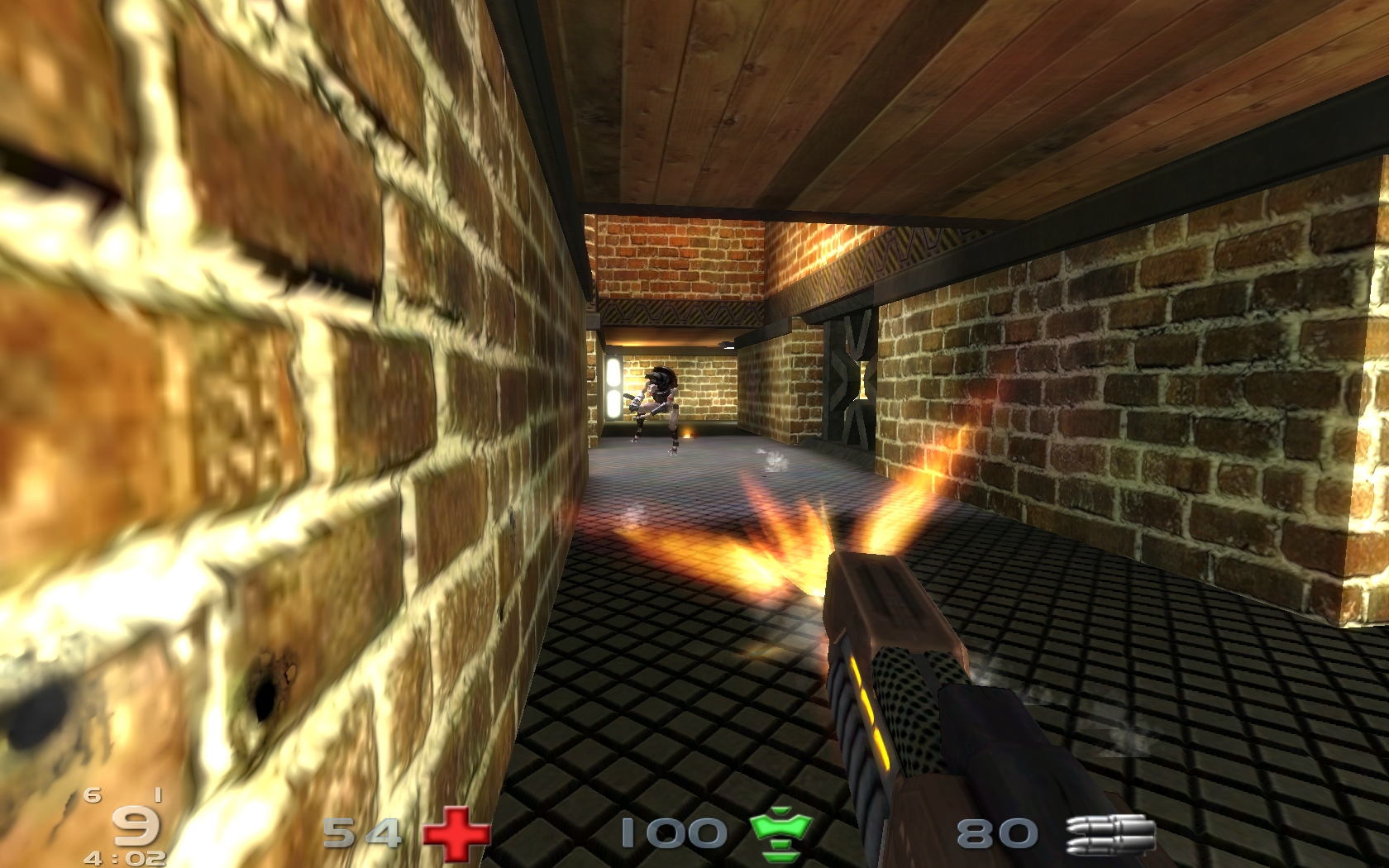
Гравець веде перестрілку з противником
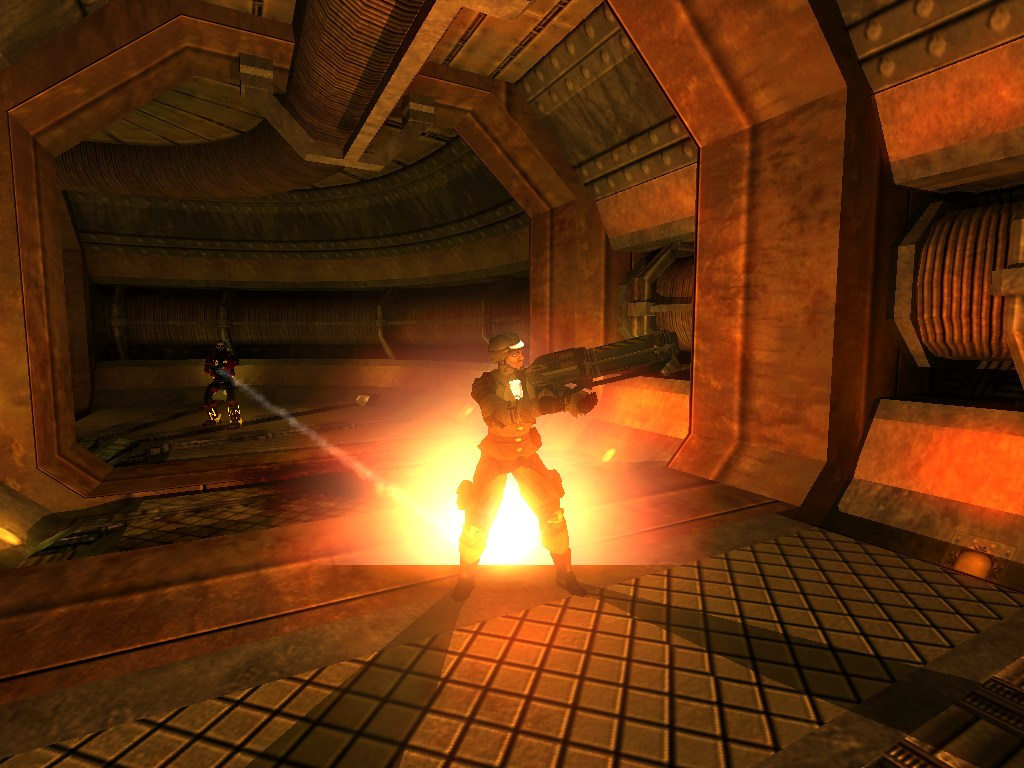
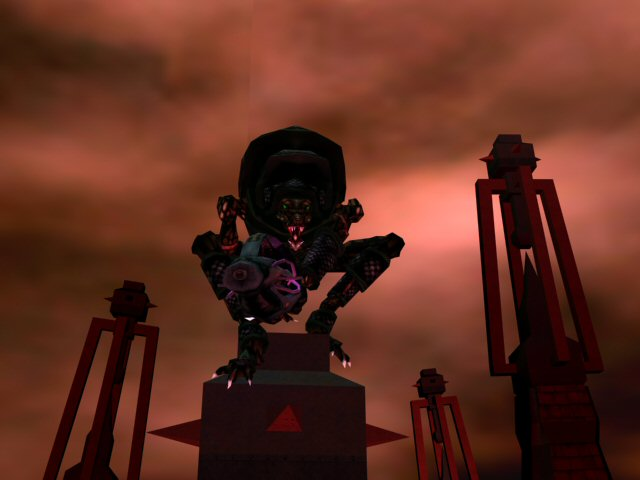
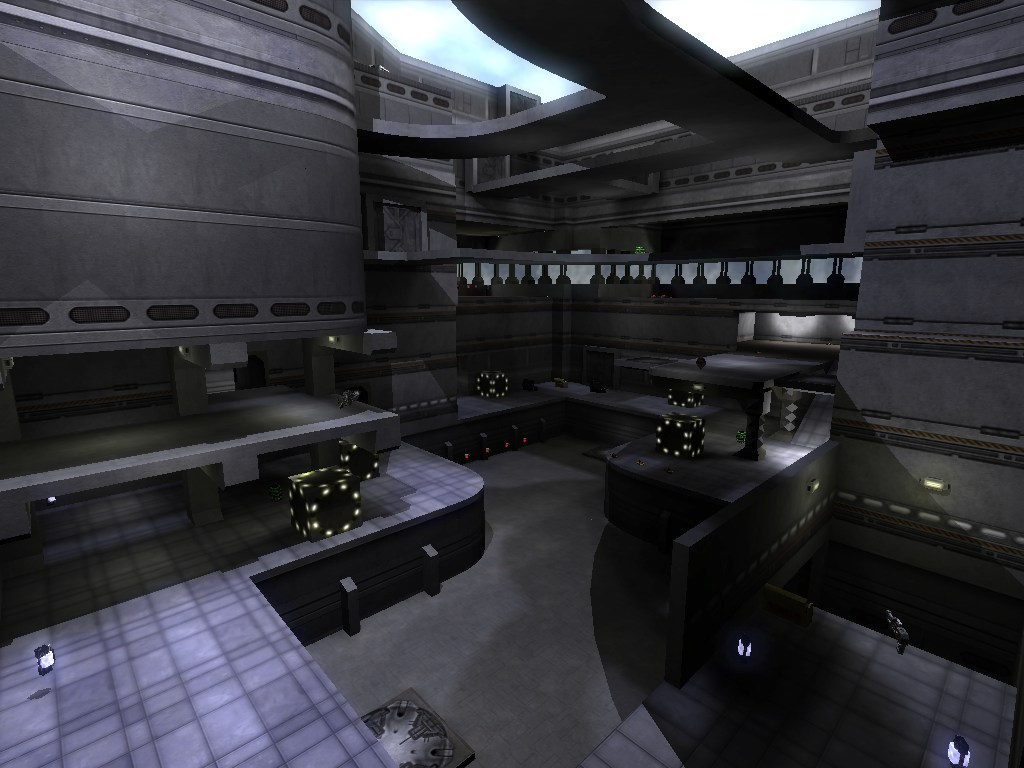